# 圣让莱隆吉永
圣让莱隆吉永（法語：Saint-Jean-lès-Longuyon，法語發音：[sɛ̃ ʒɑ̃ lɛ lɔ̃ɡɥijɔ̃]，意为隆吉永附近的圣让）是法国默尔特-摩泽尔省的一个市镇，属于布里埃区。

## 地理
圣让莱隆吉永（49°27'14"N, 5°27'54"E）面积4.21 平方千米，位于法国大東部大區默尔特-摩泽尔省，该省份为法国东北部内陆省份，是洛林的一部分，北邻比利时、卢森堡，北起顺时针与摩泽尔省、下莱茵省、孚日省和默兹省接壤。
与圣让莱隆吉永接壤的市镇（或旧市镇、城区）包括：沙朗西-沃赞、科尔梅、小法伊、维莱勒龙、马尔维尔。

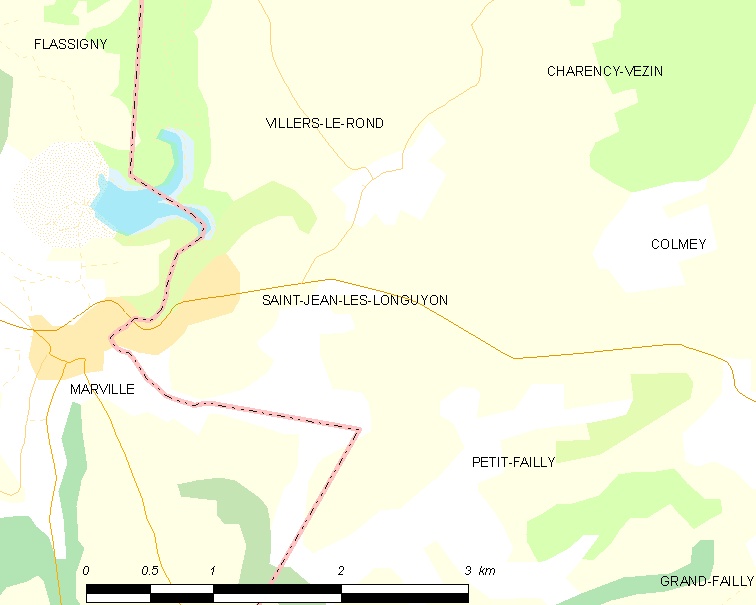
圣让莱隆吉永的OSM定位图

圣让莱隆吉永的时区为UTC+01:00、UTC+02:00（夏令时）。

## 行政
圣让莱隆吉永的邮政编码为54260，INSEE市镇编码为54476。

## 政治
圣让莱隆吉永所属的省级选区为蒙圣马丹县。

## 人口

1962-2008年间圣让莱隆吉永人口变化图示

圣让莱隆吉永于2022年1月1日时的人口数量为409人。